# Самбуру
Самбуру је афрички народ из групе Нилота који живи у Кенији. Живе у близини екватора, где подножје планине Кенија продире у северну пустињу, те делимично јужно од језера Туркана у Провинцији Раседна долина. Народ Самбуру је по својим етничким карактеристикама близак народу Масаи.
Самбуру су полуномадски пастири који живе бринући се за стада крава, оваца, коза и камила. Млеко им је главна прехрамбена намирница. Понекад га мешају с крвљу. Месо се једе само у специјалним приликама. Најчешће праве чорбе од различитог корења и коре дрвећа, а ако живе у подручју где га могу узгајати, једу и поврће. 
Што се тиче одеће, најчешће се носи традиционално жаркоцрвена тканина коју омотавају око себе као сукњу те огрлице направљене од мноштва перли, наруквице и наушнице, нарочито ако живе даље од великих градова.
Самбуру су се развили након једне од каснијих миграција из Судана, узводно од Нила. Даље ширење групе народа говорног подручја Маа, подстицало је наставак кретања према југу, вероватно и под притиском ширења простора који се налазио под заштитом народа 'Борана' на истом подручју. Маа-народ је некада живео овде и борио се од планине Елгон до Малиндија и јужно од Раседне долине у Танзанији. Самбуру данас живе у ранијим насељима групе Маа.
Они који су се преместили на југ (Масаи), задржали су номадски начин живота све донедавно, када су почели да се баве и ратарством. 
Језик племена Самбуру је у ствари Маа језик који је врло близак дијалекту који користи народ Масаи. 
Обично између 5 и 10 породица смештено је у таборима 5 седмица, а онда се селе на нове пашњаке. Мушкарци се брину за испашу стоке, која је главни извор намирница. Жене су задужене за одржавање покретне грађе, мужење крава, доношење воде и набавку дрва за ватру. Куће су им обложене блатом, кожом или травама развученим преко основног (оног покретног) костура саме куће. Ограда од копља окружује двориште сваке породице.
Дужности дечака и девојчица овог племена јасно су дефинисане и одвојене. Дечаци држе стоку у крду и уче се вештинама лова и одбране стада. Девојчице доносе воду, дрво за огрев те кувају. И девојчице и дечаци, да би званично постали одрасли, пролазе кроз обред иницијације који укључује учење и стицање одговорности одраслих, те обрезивање пениса, односно клиториса.
Њихово друштво је дуго било организовано око стоке и ратовања (ради одбране, али и ради напада на друга племена) па се врло тешко мењају. Значајне добити модернијег начина живота обично су непривлачне припадницима Самбуруа. Они и даље остају више посвећени традиционалном животу и традиционалним ставовима (за разлику од својих масајских рођака).